# Brachychaeteuma bagnalli
Brachychaeteuma bagnalli ist eine Art der zu den Doppelfüßern gehörenden Samenfüßer und von West- bis Mitteleuropa verbreitet. In Deutschland ist die seltene Art nur aus Höhlen bekannt.

## Merkmale
Die Körperlänge beträgt 5–8 mm, der Körper ist weißlich gefärbt. An den 30 Körpersegmenten befinden sich kleine Seitenflügel (Paranota). Durch die Haut sieht man manchmal den Darminhalt und die inneren Organe durchschimmern, dies kann als dunkler Bereich Richtung Körperende oder dunkles Band in der Körpermitte wahrgenommen werden. Am Kopf befinden sich je Seite 3 nur schwach pigmentierte Ommatidien. Die Borsten auf der Körperoberfläche sind kürzer als ein halber Körperring. 

### Ähnliche Arten
Von der sehr ähnlichen Art Brachychaeteuma bradeae lässt sich B. bagnalli nur durch eine Untersuchung der männlichen Gonopoden unterscheiden. Die ebenfalls in West- und Mitteleuropa lebende Art Brachychaeteuma melanops weist sechs gut pigmentierte Ommatidien pro Kopfseite auf, ist aber sicherer über die männlichen Gonopoden zu bestimmen. Gerade bei juvenilen Tieren wäre eine Verwechslung mit den kleinen, weißlichen, mit Seitenflügeln ausgestatteten Bandfüßern Macrosternodesmus palicola und Ophiodesmus albonanus denkbar. Diese weisen zumindest adult 10 Körperringe weniger auf und erreichen geringere Körperlängen. Propolydesmus germanicus ist eine weitere hell gefärbte Bandfüßer-Art, erreicht ähnliche Längen wie die Brachychaeteuma-Arten, weist aber wie alle Bandfüßer keine Augen auf, während B. bagnalli Ommatidien besitzt.

## Verbreitung und Lebensraum
Bekannt ist die Art von Irland, Großbritannien, aus Frankreich, Belgien, Luxemburg und Deutschland. Hier erreicht die Art die Ostgrenze ihrer Verbreitung.
In Deutschland kommt die Art nur in einigen Höhlen in Nordrhein-Westfalen (4 Fundstellen im Westsauerländer Oberland, im zentralen bis südlichen NRW zwischen Hagen, Wuppertal und Breckerfeld) und Thüringen (1 Fundstelle zwischen der Rhön und dem Thüringer Wald in Südwestthüringen bei Meiningen) vor. Aus dem 21. Jahrhundert gibt es keine deutschen Nachweise der Art. 
Auf den Britischen Inseln und in Nordfrankreich lebt die Art auch oberirdisch. Auf den Britischen Inseln, wo die Art tendenziell westlicher verbreitet ist als B. bradeae, lebt B. bagnalli häufig synanthrop in Gärten und findet sich hier in der Laubstreu und in den oberen Bodenschichten. Auch bei Brüssel wurden solche synanthropen Vorkommen nachgewiesen. An der Maas in Belgien wurde die Art in Gebieten mit Kalkstein gefunden und bei Lyon in Frankreich legt ein Fund aus gefiltertem Brunnenwasser unterirdische Vorkommen nahe. Der Myriapodologe Richard Desmond Kime beschrieb Vorkommen der Art auch tiefer in den Höhlen, wo die Art gut an das Höhlenleben angepasst ist.
In Deutschland gilt die Art als extrem selten (R).

## Lebensweise
Die meisten Funde der ganzjährigen Art stammen aus dem Winter und Frühling, aber auch im Sommer wurden Exemplare gefunden. Auch bei Temperaturen unter dem Gefrierpunkt konnten Exemplare unter Steinen und Totholz gefunden werden.

## Taxonomie
In der Gattung Brachychaeteuma gibt es neun Arten, von denen drei auch in Mitteleuropa vorkommen. Zu B. bagnalli gibt es keine Synonyme.
Da B. bagnalli und die Schwesterart B. bradeae beide sehr variable Gonopoden aufweisen, die als einziges Unterscheidungsmerkmal dienen, ist noch nicht abschließend geklärt, ob es sich nicht um eine einzige sehr variable Art handelt.